# Доноратико
Доноратико (на италиански: Donoratico) е част от общината Кастането Кардучи в провинция Ливорно в регион Тоскана, Италия.
Доноратико се намира между Кастането Кардучи и Тиренско море. Там живее голямата част от населението на Кастането. В Доноратико се намирарат множество барове, ресторанти, една дискотека, къмпинг и останките от замък Кастело ди Доноратико. На този замък от 12 век благородническата фамилия Делла Герардеска има графска титла. Гуелфо делла Герардеска († 1295) става граф на Доноратико.